# Parigi-Camembert 1978
La Parigi-Camembert 1978, trentanovesima edizione della corsa e valida come evento del circuito UCI categoria CB1.1, si svolse il 28 marzo 1978. Fu vinta dall'olandese Joop Zoetemelk.

## Ordine d'arrivo (Top 10)
| Pos. | Corridore             | Squadra               | Tempo |
| ---- | --------------------- | --------------------- | ----- |
| 1    | Joop Zoetemelk        | Miko-Mercier          |       |
| 2    | Jean-René Bernaudeau  | Renault-Gitane        |       |
| 3    | Jacques Esclassan     | Peugeot-Esso-Michelin |       |
| 4    | Hubert Mathis         | Miko-Mercier          |       |
| 5    | Christian Levavasseur | Miko-Mercier          |       |
| 6    | Barry Hoban           | Miko-Mercier          |       |
| 7    | Charles Rouxel        | Miko-Mercier          |       |
| 8    | Roger Legeay          | Lejeune-BP            |       |
| 9    | Leo Van Vliet         | Miko-Mercier          |       |
| 10   | Andre Chalmel         | Renault-Gitane        |       |